# Kopalnia Węgla Kamiennego Andaluzja

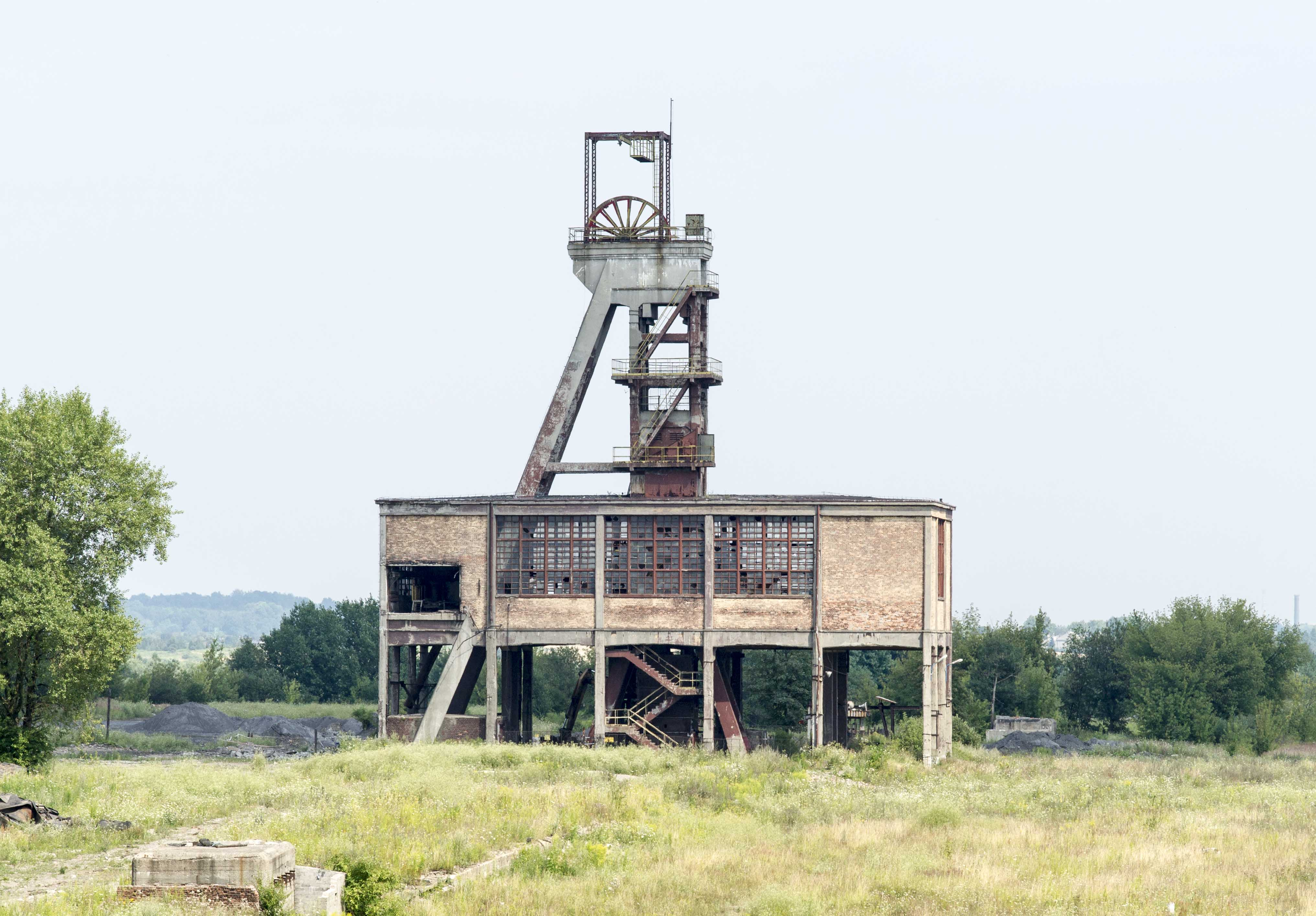
Schachtgerüst Żeromski mit Schachthalle kurz vor dem Abriss

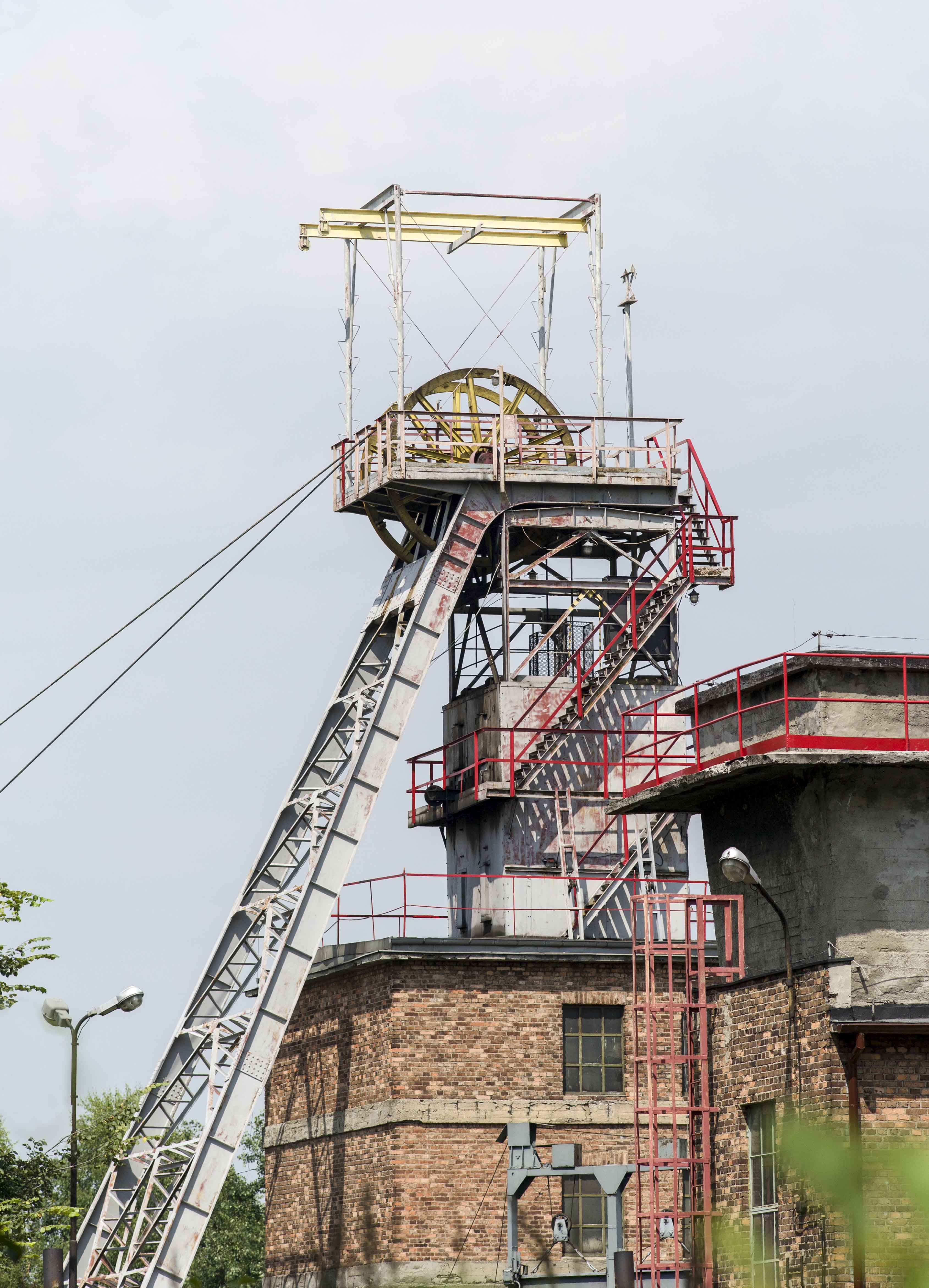
Wetterschacht Dołki im Ostfeld

Das Bergwerk Andalusien (poln. Kopalnia Węgla Kamiennego „Andaluzja“) ist ein ehemaliges Steinkohlenbergwerk in Piekary Śląskie, Polen.

## Geschichte
Das Bergwerk Andalusien entstand im Juli 1903 im Ortsteil Brzowice-Kamień von Piekary Śląskie aus den Feldern consol. Andalusien, Rest-Phoenix, Kronprinzess, Kleine Kronprinzess und Oppurg und hatte eine Berechtsame von 4,21 km² (1926: 9,05 km²). Diese Felder waren in den Jahren 1873 bis 1880 verliehen worden. Anfänglich dem Fürsten Guido Henckel von Donnersmarck gehörend, verkaufte er diese 1908 noch vor der ersten Kohlenförderung an die Schlesische AG für Bergbau und Zinkhüttenbetrieb (Schlesag).
Die Kohlenflöze wurden zu Beginn durch zwei Schächte aufgeschlossen, später kam ein dritter Schacht hinzu. Diese drei wurden später Żeromski, Sienkiewicz und Reymont genannt. Als Wetterschacht kam zu einem späteren Zeitpunkt im Ostfeld des Gebietes noch der ausziehende Wetterschacht Dołki hinzu. Da das Bergwerk direkt jenseits der 1921/22 neu geschaffenen Grenze zwischen West- und Ostoberschlesien lag, gehörte es nach der Teilung zur Śląskie Kopalnie i Cynkownie in Katowice. Diese Besitzübertragung wurde bei der Besetzung Polens durch die deutsche Wehrmacht wieder rückgängig gemacht, bevor am Ende des Zweiten Weltkriegs alle Steinkohlengruben des oberschlesischen Bergbaureviers verstaatlicht wurden. 
Im Jahr 1980 waren etwa 6700 Mitarbeiter beschäftigt. Nach der Schaffung des Verbundbergwerks Piekary wurden die Tagesanlagen stillgelegt, das gesamte Schachtgelände in mehreren Etappen völlig leergeräumt und das Baufeld von Piekary aus abgebaut. Schacht Dołki dient weiterhin der Bewetterung (Förderung  1913: 30.039 t; 1938: 495.505 t; 1970: 2,53 Mio. t; 1979: 4,34 Mio. t).